# Doll Domination World Tour
Este artigo é sobre a turnê das Pussycat Dolls. Para a turnê homônima de Kiss e Aerosmith, ver Rocksimus Maximus Tour.
World Domination Tour (também conhecida como Doll Domination World Tour) foi a segunda e última turnê do girl group americano Pusssycat Dolls. Foi lançado em apoio ao seu segundo álbum de estúdio, Doll Domination (2008). A turnê foi anunciada em outubro de 2008 com datas na Europa e Oceania reveladas no mês seguinte, a turnê continha seis partes e 50 shows. Começou em Aberdeen, na Escócia, em 18 de janeiro de 2009 e terminou em Beirute, no Líbano, em 31 de julho de 2009. Entre as duas primeiras etapas, o grupo apoiou a primeira etapa da The Circus Starring Britney Spears na América do Norte. O set list dos concertos incluiu músicas do PCD (2005) e Doll Domination assim um cover de Big Spender de Shirley Bassey. Vinte e três shows foram submetidos à bilheteria da Billboard, arrecadando US $ 14,3 milhões, com 231.711 fãs participando das apresentações.

## Antecedentes
Em agosto de 2008, em entrevista ao site FemaleFirst.co.uk, Ashley Roberts disse que a turnê mundial começaria em janeiro de 2009, acrescentando que "nós estaremos passando em todos os lugares do mundo e assumindo o controle". A turnê foi oficialmente anunciada em 7 de outubro de 2008. As datas iniciais foram confirmadas no Reino Unido com o Ne-Yo apresentando-se como um artista de abertura. No mês seguinte, Lady Gaga foi anunciada como artista de abertura na Europa e na Oceania, que marcou sua primeira turnê lá, enquanto os shows dos EUA seriam anunciados em breve. Em 2 de dezembro de 2008, Britney Spears anunciou a primeira parte de vinte e cinco datas nos EUA para The Circus Starring Britney Spears com as Pussycat Dolls como artistas de abertura. A turnê começou em 18 de janeiro em Aberdeen, na Escócia, com a primeira parte terminando em Belgrado, na Sérvia. Antes de ir para os shows na Oceania, As Pussycat Dolls apoiou Spears em sua turnê visitando 27 locais na América do Norte. Depois da Oceania, elas visitaram a Ásia e a América do Norte e em julho visitaram a Inglaterra e a Irlanda para vários festivais. Oito semanas antes do início da turnê, Jimmy Iovine afirmou que o grupo tinha vendido 150.000 de 160.000 ingressos.

## Desenvolvimento
As telas do palco da turnê foram criadas pela Stimulated, Inc. Os vídeos incluíam desenhos originais e animações em 25 músicas. A empresa passou dois meses em seu estúdio em Burbank, criando o conteúdo visual para a turnê. A sequência de vídeo de abertura da turnê foi filmada em um palco de som em Hollywood, Califórnia. O grupo estava andando de motocicletas contra um pano de fundo de tela verde. Então, junto com as Pussycat Dolls, elas viajaram para Leeds, no Reino Unido. Juntamente com Robb Wagner e sua equipe, as Dolls e sua equipe criativa trabalharam lado a lado, polindo o conteúdo de mídia. As Pussycat Dolls passaram seis dias no estúdio Litestructures para um ensaio completo de produção. O palco foi projetado pela Litestructures. Marcou a quarta vez que a empresa trabalhou com as Pussycat Dolls. Mediu 32 pés (m) x 24 pés (profundidade) e 8 pés (altura) - feitos para caber no palco da casa de 60 pés x 44 pés. Ele inclui três escadarias feitas sob medida, feitas de uma pequena estrutura de alumínio com um tampo makrolon. O set list dos shows incluiu músicas da edição padrão e deluxe de Doll Domination (2008), bem como canções de seu primeiro álbum de estúdio, PCD (2005). Big Spender de Shirley Bassey foi cantado por Melody Thornton, também abrange versões de outros artistas que foram usadas como trechos de músicas. Durante as apresentações, o grupo foi apoiado por cinco dançarinos e dois percussionistas. Durante a parte de abertura da turnê, cada show foi gravado ao vivo e, em seguida, carregado na pulseira The Pussycat Dolls, que é conectada a qualquer entrada compatível USB ou telefone microSD. De acordo com o Metro, o grupo planejava fazer um filme de bastidores sobre a vida em sua turnê. De acordo com uma fonte interna, a banda começou a filmar para o filme que foi descrito como "parte do documentário e parte do entretenimento". Apesar disso, nenhuma gravação oficial foi lançada da turnê. Jessica Sutta sofreu uma lesão nas costas durante o primeiro show em Sydney, deixando o grupo se apresentando como um quarteto durante os shows seguintes.

## Resposta Crítica
Enquanto revisava o concerto de abertura em Aberdeen, Colene McKessick, da The Press and Journal, descreveu-o como um "show de aumento de telhado". O escritor elogiou o show por seus "movimentos de dança e energia contagiante". Ela também elogiou a habilidade de Nicole Scherzinger em carregar a maioria dos vocais e ficou impressionada com seus colegas de banda descrevendo-os como "cantoras também talentosas". Sally Hind do Evening Express elogiou a noite de abertura escrevendo "elas vieram para dominar e é isso que elas fizeram." Ela passou a elogiar a energia do grupo, "as cinco felinas não fizeram uma pausa para respirar. Elas estavam em movimento desde o minuto em que apareceram no palco em motocicletas brilhantes até que fizeram sua última reverência." Ela também elogiou os figurinos do programa que "mantinha todos fixados". Escrevendo para o Evening Times, Maureen Ellis descreveu o show como um "set de alta octanagem", embora notasse que, embora "tentassem mostrar cada uma das integrantes da banda em seções solo, era apenas o Show de Nicole". Barbara Hodgson do The Journal descreveu o show como "um sólido de três horas ou mais de puro entretenimento". O Evening Chronicle pensou que tanto Lady Gaga quanto Ne-Yo elevaram o padrão muito alto, mas continuaram elogiando o grupo por "dar uma cambalhota pra cima". Lauren Richards do Birmingham Mail classificou quatro em cinco, descrevendo-a como "espetacular, rápida e divertida". Zoe Kirk do Nottingham Pot comentou: "este é mais do que apenas uma banda feminina comum, frágil;. Esta é a manifestação de alguns dos melhores coreógrafos, bata os decisores e letristas pop ciclhete que o mainstream tem para oferecer" Ela terminou seu comentário escrevendo "Este foi a real Boneca Dominadora que seu último álbum promete." Andy Nicholls escreveu que "[Scherzinger] pode ter sido o centro das atenções para a maioria das músicas, mas Ashley, Jessica, Melody e Kimberly, todas provaram que elas também tinham qualidade de estrelas". Ao contrário do Nicholls, Alex Macpherson de The Guardian sentiu que as quatro membros restantes "são meras cantoras de apoio e dançarinas" e descriveu e descreveu Scherzinger como uma "revelação, uma performer ligada e de engenharia de precisão". E escolheu "I Hate This Part" como o melhor momento das "Dolls". Eamon Sweeney, do Irish Independent, comentou que "apesar de uma entrada notável com as motos, a primeira parte do show parece um enorme anti-clímax", mas depois observou que o grupo "em breve tomará seu rumo." Eu notei que os shows anteriores no The O2 em Dublin eram musicalmente superiores, mas poucos conseguem igualar isso por pura atitude". Um escritor do Belfast Telegraph descreveu o concerto como "excelente".
Para a noite de abertura da turnê na Oceania em Auckland, Nova Zelândia, Joanna Hunkin, do New Zealand Herald, sentiu que o grupo de Lady Gaga cantou, ofuscou e superou as Dolls na metade do tempo e metade do espaço." Hunkin, que descreveu o grupo como "garotas-propaganda", criticou o "decepcionante orçamento" e a falta de músicos ao vivo chamando o concerto de "uma noite de karaokê [...] glorificada no clube de strip-tease". Ele provou que o "show provou que as bonecas não estão dominando nada." Revendo o mesmo show, Clio Francis do Stuff.co.nz concordou com Hunkin elogiando Gaga por "superar a sexualidade de mau gosto das estrelas do show". Ele também criticou a produção básica, embora notasse que "a qualidade do som em todo o set era medíocre, na melhor das hipóteses, com o baixo pesado demais sufocando as melodias transitáveis". No entanto, ele observou que o encore da noite "[trouxe] a noite para uma conclusão satisfatória para a maioria dos jovens fãs". Marissa Calligeros do The Sydney Morning Herald descreveu as Pussycat Dolls como "uma trupe de dança para adolescentes que lidera uma produção musical de ensino médio amadora", observando que a plateia permaneceu imóvel, devido ao baixo pesado. No entanto, ela elogiou os vocais de Scherzinger, chamando-os de "impressionantes".
Em julho de 2009, a revista Billboard publicou sua lista dos 25 melhores roteiros, onde os dados foram coletados entre 6 de dezembro de 2008 e 20 de junho de 2009, as Pussycat Dolls foram listadas no número 25 com US $ 14,3 milhões e 231.711 fãs compareceram à reportagem. 23 shows dos quais, os doze estavam esgotados.

## Aberturas
- Lady Gaga (Europa, Austrália e Oceania)
- Ne-Yo (Europa)
- Queensberry (Europa)
- Space Cowboy (Filipinas)
- After School e Son Dam Bi (Coreia do Sul)
- Britney Spears (América do Norte)

## Set List
-
1. "Intro" (Vídeo de abertura da Turnê)
2. "Takin' Over The World"
3. "Beep" (Remix)
4. "I Don't Need a Man" (Rock mix)
5. "Elevator"
6. "I Hate This Part" (Ao final, remix de Dave Audé Dance Hybrid Mix)
7. "Buttons" (Ao final, remix de Dave Audé Button Fly Hybrid Mix)
8. "Wait a Minute"
9. "Love The Way You Love Me" (Cantada apenas em Aberdeen)
10. "Space" (Solo de Melody)
11. "Played" (Solo de Ashley)
12. "Don't Wanna Fall In Love" (Solo de Kimberly)
13. "If I Was a Man" (Solo de Jessica)
14. "Hush Hush; Hush Hush" (Solo de Nicole)
15. "Hey Big Spender" (Solo de Melody)
16. "Whatcha Think About That" (Darkchild Remix)
17. "Whatchamacallit" (Instrumental - solo dos dançarinos da turnê)
18. "Magic"
19. "Bottle Pop"
20. "Halo" (Solo de Nicole)
21. "Stickwitu"
22. "Don't Cha" (Com partes da música "Show Me Love" - final remixado)
23. "When I Grow Up" (Final remixado)

Abrindo os shows da turnê The Circus Starring: Britney Spears
1. "Don't Cha" (Com partes da música "Show Me Love" - Final remixado)
2. "Beep" (Remix)
3. "I Don't Need a Man" (Rock mix)
4. "Whatcha Think About That" (Darkchild remix)
5. "Stickwitu"
6. "Buttons" (Ao final, remix de Dave Audé Button Fly Hybrid Mix)
7. "Jai Ho! (You Are My Destiny)"
8. "I Hate This Part" (Ao final, remix de Dave Aude Button Fly Hybrid Mix)
9. "When I Grow Up" (Final remixado)

-
1. "Intro" (Vídeo de abertura da Turnê)
2. "Takin' Over The World"
3. "Beep" (Remix)
4. "I Don't Need a Man" (Rock mix)
5. "Elevator"
6. "I Hate This Part" (Ao final, remix de Dave Audé Dance Hybrid Mix)
7. "Buttons" (Ao final, remix de Dave Audé Button Fly Hybrid Mix)
8. "Wait a Minute"
9. "Halo" (Solo de Nicole)
10. "Hey Big Spender" (Solo de Melody)
11. "Whatcha Think About That" (Darkchild Remix)
12. "Whatchamacallit" (Apresentação dos Dançarinos)
13. "Magic"
14. "Bottle Pop"
15. "Hush Hush; Hush Hush"
16. "Stickwitu"
17. "Jai Ho! (You Are My Destiny)
18. "When I Grow Up" (Final remixado)

-
1. "Intro" (Vídeo de abertura da Turnê)
2. "Takin' Over The World"
3. "Beep" (Remix)
4. "I Don't Need a Man" (Rock mix)
5. "Elevator"
6. "I Hate This Part" (Ao final, remix de Dave Audé Dance Hybrid Mix)
7. "Buttons" (Ao final, remix de Dave Audé Button Fly Hybrid Mix)
8. "Wait a Minute"
9. "Halo" (Solo de Nicole)
10. "Hey Big Spender" (Solo de Melody)
11. "Whatcha Think About That" (Darkchild Remix)
12. "Magic"
13. "Bottle Pop"
14. "Hush Hush; Hush Hush"
15. "Stickwitu"
16. "Jai Ho! (You Are My Destiny)
17. "When I Grow Up" (Final remixado)

## Datas da Turnê
| Europa                                                                     |                   |                      |                                              |
| 18 de janeiro de 2009                                                      | Aberdeen          | Reino Unido          | Aberdeen Exhibition and Conference Centre    |
| 19 de janeiro de 2009                                                      | Glasgow           | Reino Unido          | Scottish Exhibition and Conference Centre    |
| 21 de janeiro de 2009                                                      | Newcastle         | Reino Unido          | Metro Radio Arena                            |
| 22 de janeiro de 2009                                                      | Birmingham        | Reino Unido          | National Indoor Arena                        |
| 24 de janeiro de 2009                                                      | Nottingham        | Reino Unido          | Trent FM Arena Nottingham                    |
| 25 de janeiro de 2009                                                      | Bournemouth       | Reino Unido          | Bournemouth International Centre             |
| 27 de janeiro de 2009                                                      | Londres           | Reino Unido          | The O2                                       |
| 28 de janeiro de 2009                                                      | Londres           | Reino Unido          | The O2                                       |
| 29 de janeiro de 2009                                                      | Manchester        | Reino Unido          | Manchester Evening News Arena                |
| 30 de janeiro de 2009                                                      | Cardiff           | Reino Unido          | Cardiff International Arena                  |
| 1 de fevereiro de 2009                                                     | Dublin            | República da Irlanda | The O2                                       |
| 3 de fevereiro de 2009                                                     | Belfast           | Reino Unido          | King's Hall Exhibition and Conference Centre |
| 5 de fevereiro de 2009                                                     | Sheffield         | Reino Unido          | Sheffield Arena                              |
| 6 de fevereiro de 2009                                                     | Liverpool         | Reino Unido          | Echo Arena                                   |
| 8 de fevereiro de 2009                                                     | Paris             | França               | Le Zénith                                    |
| 9 de fevereiro de 2009                                                     | Amesterdão        | Países Baixos        | Heineken Music Hall                          |
| 10 de fevereiro de 2009                                                    | Frankfurt-am-Main | Alemanha             | Jahrhunderthalle                             |
| 12 de fevereiro de 2009                                                    | Zurique           | Suíça                | Hallenstadion                                |
| 13 de fevereiro de 2009                                                    | Bruxelas          | Bélgica              | Forest National                              |
| 14 de fevereiro de 2009                                                    | Munique           | Alemanha             | Zenith                                       |
| 15 de fevereiro de 2009                                                    | Esch-sur-Alzette  | Luxemburgo           | Rockhal                                      |
| 17 de fevereiro de 2009                                                    | Monte Carlo       | Mônaco               | Grimaldi Forum                               |
| 18 de fevereiro de 2009                                                    | Dusseldorf        | Alemanha             | Philips Halle                                |
| 19 de fevereiro de 2009                                                    | Alemanha          | Alemanha             | Max-Schmeling-Halle                          |
| 21 de fevereiro de 2009                                                    | Praga             | República Checa      | Tesla Arena                                  |
| 23 de fevereiro de 2009                                                    | Viena             | Áustria              | Gasometer                                    |
| 24 de fevereiro de 2009                                                    | Bratislava        | Eslováquia           | Incheba Expo Arena                           |
| 25 de fevereiro de 2009                                                    | Belgrado          | Sérvia               | Belgrade Arena                               |
| América do Norte (Abrindo o Show para The Circus Starring: Britney Spears) |                   |                      |                                              |
| 3 de março de 2009                                                         | New Orleans       | Estados Unidos       | New Orleans Arena                            |
| 5 de Março de 2009                                                         | Atlanta           | Estados Unidos       | Philips Arena                                |
| 7 de março de 2009                                                         | Miami             | Estados Unidos       | American Airlines Arena                      |
| 8 de março de 2009                                                         | Tampa             | Estados Unidos       | St. Pete Times Forum                         |
| 11 de março de 2009                                                        | Uniondale         | Estados Unidos       | Nassau Veterans Memorial Coliseum            |
| 13 de março de 2009                                                        | Newark            | Estados Unidos       | Prudential Center                            |
| 14 de março de 2009                                                        | Newark            | Estados Unidos       | Prudential Center                            |
| 16 de março de 2009                                                        | Boston            | Estados Unidos       | TD Banknorth Garden                          |
| 18 de março de 2009                                                        | Toronto           | Canadá               | Air Canadá Centre                            |
| 19 de março de 2009                                                        | Toronto           | Canadá               | Air Canadá Centre                            |
| 20 de março de 2009                                                        | Montreal          | Canadá               | Bell Centre                                  |
| 23 de março de 2009                                                        | Uniondale         | Estados Unidos       | Nassau Veterans Memorial Coliseum            |
| 24 de março de 2009                                                        | Washington, D.C.  | Estados Unidos       | Verizon Center                               |
| 26 de março de 2009                                                        | Uncasville        | Estados Unidos       | Mohegan Sun Arena                            |
| 27 de março de 2009                                                        | Pittsburgh        | Estados Unidos       | Mellon Arena                                 |
| 30 de março de 2009                                                        | Houston           | Estados Unidos       | Toyota Center                                |
| 31 de março de 2009                                                        | Dallas            | Estados Unidos       | American Airlines Center                     |
| 2 de abril de 2009                                                         | Kansas City       | Estados Unidos       | Sprint Center                                |
| 3 de abril de 2009                                                         | Minneapolis       | Estados Unidos       | Target Center                                |
| 6 de abril de 2009                                                         | Edmonton          | Canadá               | Rexall Place                                 |
| 8 de abril de 2009                                                         | Vancouver         | Canadá               | GM Place                                     |
| 9 de abril de 2009                                                         | Tacoma            | Estados Unidos       | Tacoma Dome                                  |
| 11 de abril de 2009                                                        | Sacramento        | Estados Unidos       | ARCO Arena                                   |
| 12 de abril de 2009                                                        | San Jose          | Estados Unidos       | HP Pavilion at San Jose                      |
| 14 de abril de 2009                                                        | Salt Lake City    | Estados Unidos       | EnergySolutions Arena                        |
| 16 de abril de 2009                                                        | Los Angeles       | Estados Unidos       | Staples Center                               |
| 17 de abril de 2009                                                        | Los Angeles       | Estados Unidos       | Staples Center                               |
| 19 de abril de 2009                                                        | Anaheim           | Estados Unidos       | Honda Center                                 |
| 20 de abril de 2009                                                        | Anaheim           | Estados Unidos       | Honda Center                                 |
| 20 de abril de 2009                                                        | Oakland           | Estados Unidos       | Oracle Arena                                 |
| 24 de abril de 2009                                                        | Glendale          | Estados Unidos       | Jobing.com Arena                             |
| 25 de abril de 2009                                                        | Las Vegas         | Estados Unidos       | MGM Grand Garden Arena                       |
| 28 de abril de 2009                                                        | Rosemont          | Estados Unidos       | Allstate Arena                               |
| 29 de abril de 2009                                                        | Rosemont          | Estados Unidos       | Allstate Arena                               |
| 30 de abril de 2009                                                        | Columbus          | Estados Unidos       | Schottenstein Center                         |
| 2 de maio de 2009                                                          | Uncasville        | Estados Unidos       | Mohegan Sun Arena                            |
| Oceania                                                                    |                   |                      |                                              |
| 16 de maio de 2009                                                         | Auckland          | Nova Zelândia        | Vector Arena                                 |
| 19 de maio de 2009                                                         | Brisbane          | Austrália            | Brisbane Entertainment Centre                |
| 22 de maio de 2009                                                         | Sydney            | Austrália            | Acer Arena                                   |
| 23 de maio de 2009                                                         | Sydney            | Austrália            | Acer Arena                                   |
| 26 de maio de 2009                                                         | Melbourne         | Austrália            | Rod Laver Arena                              |
| 27 de maio de 2009                                                         | Melbourne         | Austrália            | Rod Laver Arena                              |
| 28 de maio de 2009                                                         | Adelaide          | Austrália            | Adelaide Entertainment Centre                |
| 30 de maio de 2009                                                         | Perth             | Austrália            | Burswood Dome                                |
| Ásia                                                                       |                   |                      |                                              |
| 2 de junho de 2009                                                         | Jacarta           | Indonésia            | Istora Senayan                               |
| 4 de junho de 2009                                                         | Singapura         | Singapura            | Singapore Indoor Stadium                     |
| 6 de junho de 2009                                                         | Seul              | Coreia do Sul        | Estádio Olímpico                             |
| 7 de junho de 2009                                                         | Taipé             | Taiwan               | Taipei Concert Hall 2                        |
| 11 de junho de 2009                                                        | Manila            | Filipinas            | Mall of Asia Concert Grounds                 |
| Oceania                                                                    |                   |                      |                                              |
| 13 de junho de 2009                                                        | Honolulu          | Estados Unidos       | Neal S. Blaisdell Center                     |
| América do Norte                                                           |                   |                      |                                              |
| 27 de junho de 2009                                                        | Las Vegas         | Estados Unidos       | Palms Casino Resort                          |
| Europa                                                                     |                   |                      |                                              |
| 17 de julho de 2009                                                        | Newmarket         | Inglaterra           | Newmarket Racecourse                         |
| 18 de julho de 2009                                                        | Killarney         | República da Irlanda | Fitzgerald Stadium                           |
| 22 de julho de 2009                                                        | Liverpool         | Inglaterra           | Liverpool Echo Arena                         |
| 25 de julho de 2009                                                        | Kent              | Inglaterra           | Quex Park                                    |
| 29 de julho de 2009                                                        | Esher             | Inglaterra           | Sandown Park                                 |
| Ásia                                                                       |                   |                      |                                              |
| 31 de julho de 2009                                                        | Beirute           | Líbano               | B.I.E.L.                                     |

### Observações
- As Pussycat Dolls não abriram o show no dia 23 de Março de 2009, devido a uma doença de Nicole Scherzinger. Contudo, a cantora Britney Spears realizou sua apresentação normalmente.[31]
- No dia 5 de Março, o grupo Girlicious, realizou o ato de abertura da Turnê de Britney Spears, pois as Pussycat Dolls se apresentaram em Montreal.
- O show do dia 7 de Junho que seria em Taipé foi remarcado para o dia 25 de Setembro.